# Concistori di papa Alessandro VII

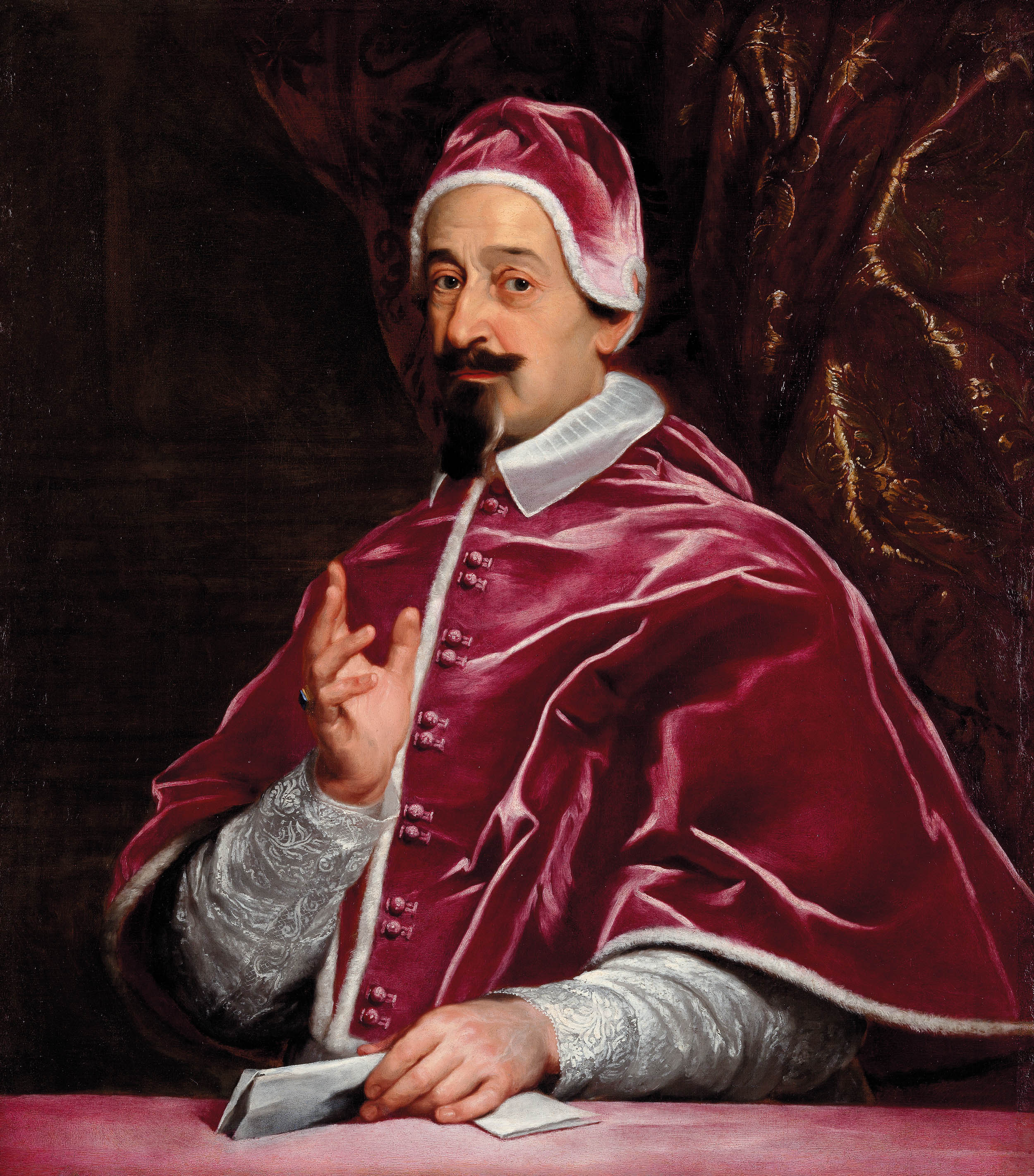
Papa Alessandro VII

Questa voce raccoglie l'elenco completo dei concistori per la creazione di nuovi cardinali presieduti da papa Alessandro VII, con l'indicazione di tutti i cardinali creati. In sei concistori, Alessandro VII ha creato 38 cardinali, provenienti da quattro nazioni: 33 italiani, 2 tedeschi, 2 spagnoli e 1 francese.

## 9 aprile 1657 (I)
Il 9 aprile 1657, durante il suo primo concistoro, papa Alessandro VII creò 6 nuovi cardinali più 4 nominati in pectore:
- Flavio Chigi, nipote di Sua Santità e protonotario apostolico; creato cardinale presbitero di Santa Maria del Popolo; deceduto il 13 settembre 1693.
- Camillo Melzi, arcivescovo di Capua; creato cardinale presbitero di San Marcello; deceduto il 21 gennaio 1659.
- Giulio Rospigliosi, arcivescovo titolare di Tarso, Segretario di Stato; creato cardinale presbitero di San Sisto; eletto poi papa con il nome di Clemente IX il 20 giugno 1667; deceduto il 9 dicembre 1669.
- Nicolò Guidi di Bagno, arcivescovo titolare di Atene, nunzio apostolico emerito in Francia; creato cardinale presbitero di Sant'Eusebio; deceduto il 27 agosto 1663.
- Girolamo Buonvisi, arcivescovo titolare di Laodicea di Frigia; creato cardinale presbitero di San Girolamo dei Croati; deceduto il 21 febbraio 1677.
- Francesco Paolucci, prefetto della Congregazione del Concilio; creato cardinale presbitero di San Giovanni a Porta Latina; deceduto il 9 luglio 1661.

Oltre ai sei cardinali sopra citati, ne creò anche quattro in pectore:
- Scipione Pannocchieschi, arcivescovo di Pisa; creato cardinale presbitero di Santa Sabina (pubblicato nel concistoro del 1658); deceduto il 12 aprile 1670.
- Girolamo Farnese, arcivescovo titolare di Patrasso, prefetto della Casa Pontificia; creato cardinale presbitero di Sant'Agnese fuori le mura (pubblicato nel 1658); deceduto il 18 febbraio 1668.
- Antonio Bichi, vescovo di Osimo; creato cardinale presbitero di Sant'Agostino (pubblicato nel concistoro del 1659); deceduto il 21 febbraio 1691.
- Pietro Sforza Pallavicino, S.I., consultore delle SS.CC. del Buon Governo e dell'Immunità ecclesiastica; creato cardinale presbitero di San Salvatore in Lauro (pubblicato nel concistoro del 1658); deceduto il 5 giugno 1667.

## 29 aprile 1658 (II)
Il 29 aprile 1658, papa Alessandro VII pubblicò i cardinali in pectore Pannocchieschi, Farnese, Bichi e Sforza Pallavicino. Inoltre ne creò altri tre in pectore:
- Volumnio Bandinelli, uditore della Camera Apostolica; creato cardinale presbitero dei Santi Silvestro e Martino ai Monti (pubblicato nel concistoro del 1660); deceduto il 5 giugno 1667.
- Odoardo Vecchiarelli, uditore della Camera Apostolica; creato cardinale diacono dei Santi Cosma e Damiano (pubblicato nel concistoro del 1660); deceduto il 31 luglio 1667.
- Giacomo Franzoni, tesoriere della Camera Apostolica; creato cardinale diacono di Santa Maria in Aquiro (pubblicato nel concistoro del 1660); deceduto il 19 dicembre 1697.

## 5 aprile 1660 (III)
Il 5 aprile 1660, papa Alessandro VII pubblicò i cardinali in pectore Bandinelli, Vecchiarelli e Franzoni. Inoltre ne creò altri cinque:
- Franz Wilhelm von Wartenberg, vescovo di Ratisbona; creato cardinale presbitero (non si recò a Roma per ricevere il titolo); deceduto il 1º dicembre 1661.
- Pietro Vidoni, vescovo di Lodi; creato cardinale presbitero di San Callisto; deceduto il 5 gennaio 1681.
- Gregorio Giovanni Gaspare Barbarigo, vescovo di Bergamo; creato cardinale presbitero di San Tommaso in Parione; deceduto il 18 giugno 1697.
- Pascual de Aragón-Córdoba-Cardona y Fernández de Córdoba, arcidiacono di Talavera; creato cardinale presbitero di Santa Balbina; deceduto il 28 settembre 1677.
- Francesco Maria Mancini, referendario dei Tribunali della Segnatura Apostolica; creato cardinale diacono dei Santi Vito, Modesto e Crescenzia; deceduto il 29 giugno 1672.

## 14 gennaio 1664 (IV)
Il 14 gennaio 1664, papa Alessandro VII creò 7 nuovi cardinali più 5 nominati in pectore. I sette nuovi cardinali furono:
- Girolamo Boncompagni, arcivescovo di Bologna; creato cardinale presbitero dei Santi Marcellino e Pietro; deceduto il 24 gennaio 1684.
- Carlo Bonelli, arcivescovo titolare di Corinto, nunzio apostolico in Spagna; creato cardinale presbitero di Sant'Anastasia; deceduto il 27 agosto 1676.
- Celio Piccolomini, arcivescovo titolare di Cesarea di Mauritania, nunzio apostolico emerito in Francia; creato cardinale presbitero di San Pietro in Montorio; deceduto il 24 maggio 1681.
- Carlo Carafa della Spina, vescovo di Aversa; creato cardinale presbitero di Santa Susanna; deceduto il 19 ottobre 1680.
- Neri Corsini, arcivescovo titolare di Damiata, tesoriere generale della Camera Apostolica; creato cardinale presbitero dei Santi Nereo e Achilleo; deceduto il 19 settembre 1678.
- Angelo Celsi, uditore della Sacra Rota Romana; creato cardinale diacono di San Giorgio in Velabro; deceduto il 6 novembre 1671.
- Paolo Savelli, chierico della Camera Apostolica; creato cardinale diacono di Santa Maria della Scala; deceduto l'11 settembre 1685.

Oltre ai sette cardinali sopra citati, ne creò anche cinque in pectore:
- Alfonso Michele Litta, arcivescovo di Milano; creato cardinale presbitero di Santa Croce in Gerusalemme (pubblicato nel concistoro del 1666); deceduto il 28 agosto 1679.
- Giacomo Filippo Nini, arcivescovo titolare di Corinto, prefetto della Casa Pontificia; cardinale presbitero di Santa Maria della Pace (pubblicato nel concistoro del 1666); deceduto l'11 agosto 1680.
- Paluzzo Paluzzi Altieri degli Albertoni, revisore generale della Camera Apostolica; cardinale presbitero dei Santi XII Apostoli (pubblicato nel concistoro del 1666); deceduto il 29 giugno 1698.
- Cesare Maria Antonio Rasponi, segretario della Sacra Consulta; creato cardinale presbitero di San Giovanni a Porta Latina (pubblicato nel concistoro del 1666); deceduto il 21 novembre 1675
- Giannicolò Conti, referendario dei Tribunali della Segnatura Apostolica; cardinale presbitero di Santa Maria in Traspontina (pubblicato nel concistoro del 1666); deceduto il 20 gennaio 1698.

## 15 febbraio 1666 (V)
Il 15 febbraio 1666, papa Alessandro VII pubblicò i cardinali in pectore Litta, Nini, Paluzzi Altieri degli Albertoni, Rasponi e Conti. Inoltre ne creò altri quattro in pectore:
- Giulio Spinola, arcivescovo titolare di Laodicea di Frigia, nunzio apostolico in Austria; creato cardinale presbitero dei Santi Silvestro e Martino ai Monti (pubblicato nel concistoro del 1667); deceduto l'11 marzo 1691.
- Carlo Roberti, arcivescovo titolare di Tarso, nunzio apostolico in Francia; cardinale presbitero di Santa Maria in Ara Coeli (pubblicato nel concistoro del 1667); deceduto il 14 febbraio 1673.
- Vitaliano Visconti, arcivescovo titolare di Efeso, nunzio apostolico in Spagna; cardinale presbitero di Sant'Agnese fuori le mura (pubblicato nel concistoro del 1667); deceduto il 7 settembre 1671.
- Innico Caracciolo, senior, decano della Camera Apostolica; creato cardinale presbitero di San Clemente (pubblicato nel concistoro del 1667); deceduto il 30 gennaio 1685.

## 7 marzo 1667 (VI)
Il 7 marzo 1667, papa Alessandro VII pubblicò i cardinali in pectore Spinola, Roberti de' Vittori, Visconti e Caracciolo. Inoltre ne creò altri quattro:
- Giovanni Delfino, patriarca di Aquileia; creato cardinale presbitero di San Salvatore in Lauro; deceduto il 19 luglio 1699.
- Guidobald von Thun und Hohenstein, arcivescovo di Salisburgo; creato cardinale presbitero ma non si recò a Roma per ricevere il titolo; deceduto il 1º giugno 1668.
- Louis de Vendôme, governatore della Provenza; creato cardinale diacono di Santa Maria in Portico Campitelli; deceduto il 12 agosto 1669.
- Luis Guillermo de Moncada Aragón Luna de Peralta y de la Cerda, duca di Bivona; creato cardinale diacono ma non si recò a Roma per ricevere il titolo; deceduto il 4 maggio 1672.

## Fonti
- (EN) Salvador Miranda, Alexander VII, su fiu.edu – The Cardinals of the Holy Roman Church, Florida International University.